# Code typographique (livre)
Ne doit pas être confondu avec Code typographique.
Le Code typographique, ou Nouveau Code typographique depuis 1997, est un code typographique publié pour la première fois en 1928 par la Société amicale des directeurs, protes et correcteurs d’imprimerie de France, et pour la dernière fois en 1997 par la CFE-CGC.

## Réception critique
Selon Jacques André, le Code typographique fait partie des quatre ouvrages de référence en français avec, le Guide du typographe, le Lexique des règles typographiques en usage à l'Imprimerie nationale et Le Ramat de la typographie ; il précise que : « Ces divers ouvrages sont, au niveau du détail, souvent incohérents, voire contradictoires. Un auteur a essayé d’en faire à la fois une analyse critique et une synthèse basée sur des principes globaux et non sur une collection de règles éparses. Son œuvre posthume et inachevée, a été mise récemment sur le web : Jean-Pierre Lacroux, Orthotypographie, 2007. ».
Une page du site Lemonde.fr mentionne le Nouveau Code, parmi une cinquantaine d'ouvrages, dans une liste « Où trouver des ouvrages de référence... ? ».

## Éditions
- 1928 (1re édition), Bordeaux: Société amicale des directeurs, protes et correcteurs d’imprimerie de France
- 1932 (2e édition), Bordeaux : Société amicale des directeurs, protes et correcteurs d’imprimerie de France
- 1947 (4e édition), Bordeaux : Syndicat national des cadres et maîtrises du livre et de la presse, 127 p.
- 1954 (5e édition), Paris : Syndicat national des cadres et maîtrises du livre et de la presse, XVI-123 p.
- 1957 (6e édition), Paris :  Syndicat national des cadres et maîtrises du livre, de la presse et des industries graphiques, XVI-123 p.
- 1961 (7e édition), Paris : Syndicat national des cadres et maîtrises du livre, de la presses et des industries graphiques, XVI-123 p.
- 1965 (8e édition), Paris : Syndicat national des cadres et maîtrises du livre, de la presses et des industries graphiques, XV-124 p.
- 1968 (9e édition), Paris : Syndicat national des cadres et maîtrises du livre, de la presse et des industries graphiques, XVI-127 p.
- 1971 (10e édition), Paris : Syndicat national des cadres et maîtrises du livre, de la presse et des industries graphiques
- 1973 (11e édition), Paris : Syndicat national des cadres et maîtrises du livre, de la presse et des industries graphiques
- 1977 (12e édition), Paris : Syndicat national des cadres et maîtrises du livre, de la presse et des industries graphiques, 121 p.
- 1981 (13e édition), Paris : Fédération nationale du personnel d'encadrement des industries polygraphiques et de la communication (FIPEC), 121 p.
- 1983 (14e édition), Paris : Fédération nationale du personnel d'encadrement des industries polygraphiques et de la communication (FIPEC), 121 p.
- 1986 (15e édition), Paris : Fédération CGC de la communication, 120 p.
- 1989 (16e édition), Paris : Fédération CGC de la communication, 120 p.
- 1993 (17e édition), Paris : Fédération CGC de la communication, 120 p.
- 1997, (18e édition) Paris : Fédération de la communication, CFE-CGC, XIII-176 p.